# Am Dom 13

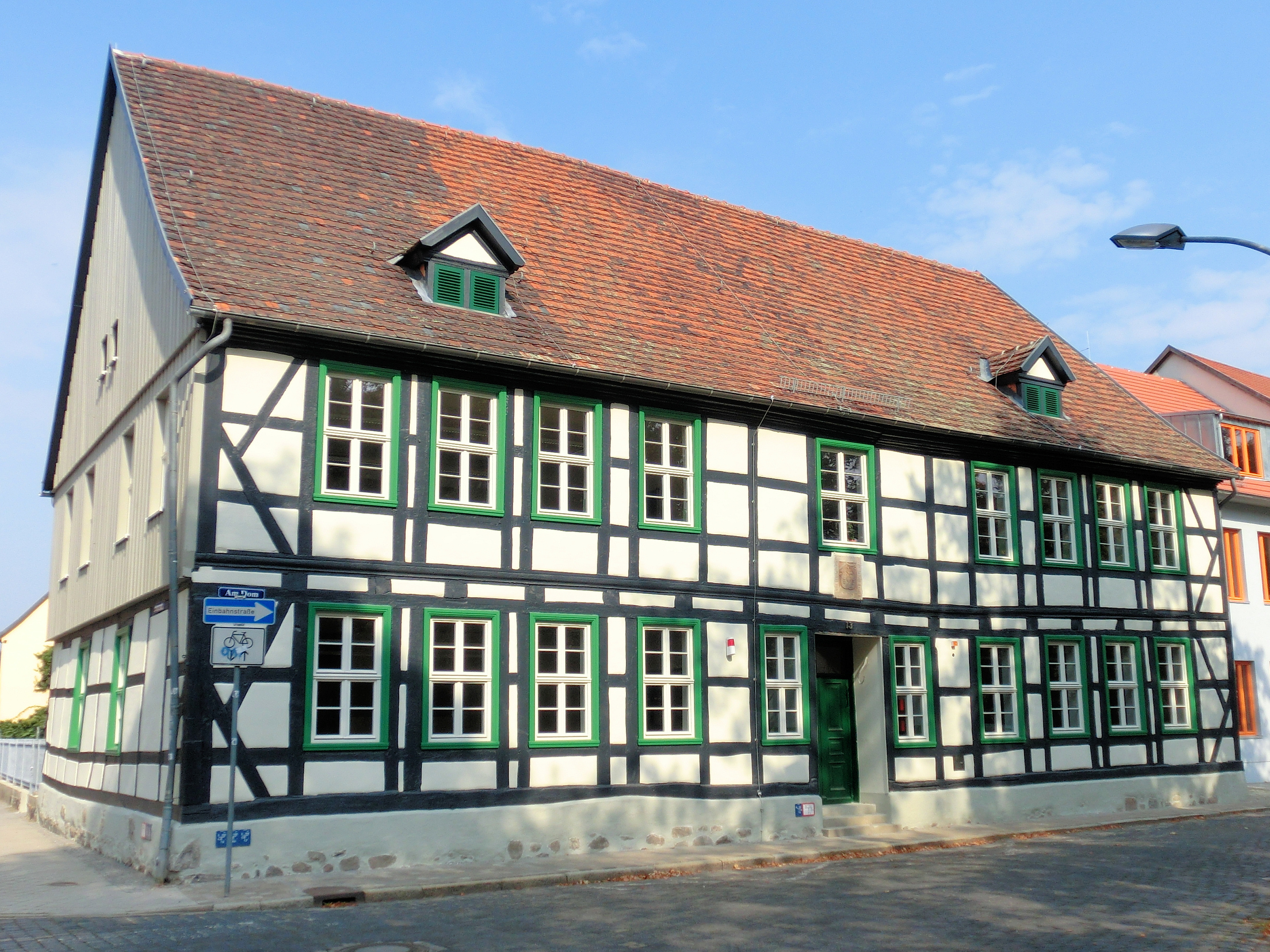
Am Dom 13 (2011)

Am Dom 13 ist ein Fachwerkhaus in der altmärkischen Stadt Stendal im Landkreis Stendal in Sachsen-Anhalt.

## Beschreibung
Das so genannte „Freihaus“ befindet sich an der nördlichen Platzkante an der Ecke zur Weberstraße. Als denkmalgeschütztes Fachwerkhaus mit ausgemauerten Gefachen gehört zu den ältesten Gebäuden am Stendaler Domplatz. Es ist im Denkmalverzeichnis von Sachsen-Anhalt als Baudenkmal mit der Erfassungsnummer 094 75672 gelistet.
Nach der politischen Wende befand sich im Gebäude eine Fachhochschule. Heute ist in dem Haus das Stendaler Privatgymnasium untergebracht.